# Cantonul Bordeaux-4
Cantonul Bordeaux-4 este un canton din arondismentul Bordeaux, departamentul Gironde, regiunea Aquitania, Franța.